# Luca Iannaccone
Luca Iannaccone (ur. 22 maja 1965 w Rzymie) – włoski kierowca wyścigowy.

## Biografia
Karierę w Formule 3 rozpoczął w 1998 roku od edycji greckiej. Zajął wówczas dwunaste miejsce w klasyfikacji końcowej. W 2000 roku zadebiutował w Austriackiej Formule 3. Rok później zdobył Trofeum Austriackiej Formuły 3, zaś w sezonie 2002 zdobył wicemistrzostwo w klasie B Francuskiej Formuły 3. Od 2003 roku startował również w Niemczech. W sezonie 2011 zdobył drugie miejsce w klasyfikacji Trofeum Niemieckiej Formuły 3. W 2015 roku podjął rywalizację w serii F2000 Italian Formula Trophy.

## Wyniki
| Legenda oznaczeń w tabelach wyników Wyświetl szablon na nowej stronie | Legenda oznaczeń w tabelach wyników Wyświetl szablon na nowej stronie                                                                     |
| Oznaczenie                                                            | Wyjaśnienie |
| --------------------------------------------------------------------- | --- |
| Złoty                                                                 | Zwycięzca lub mistrzostwo |
| Srebrny                                                               | 2. miejsce lub wicemistrzostwo |
| Brązowy                                                               | 3. miejsce lub II wicemistrzostwo |
| Zielony                                                               | Ukończył, punktował (w klasyfikacji generalnej, gdy zdobył co najmniej jeden punkt na przestrzeni sezonu, poza trzema powyższymi opcjami) |
| Niebieski                                                             | Ukończył, nie punktował (w klasyfikacji generalnej, gdy nie zdobył co najmniej jednego punktu na przestrzeni sezonu)                      |
| Czerwony                                                              | Nie zakwalifikował się (NZ) |
| Czerwony                                                              | Nie prekwalifikował się (NPK) |
| Różowy                                                                | Nie ukończył (NU) |
| Różowy                                                                | Niesklasyfikowany (NS) (w klasyfikacji generalnej, gdy nie został sklasyfikowany w żadnym wyścigu sezonu)                                 |
| Czarny                                                                | Zdyskwalifikowany (DK) |
| Czarny                                                                | Wykluczony (WYK/EX) |
| Biały                                                                 | Nie wystartował (NW) |
| Biały                                                                 | Kontuzjowany (K/INJ) |
| Biały                                                                 | Wyścig odwołany (OD/C) |
| Bez koloru                                                            | Został wycofany (WYC/WD) |
| Bez koloru                                                            | Nie przybył (NP/DNA) |
| Bez koloru                                                            | Nie brał udziału w treningach (NT/DNP) |
| Bez koloru                                                            | Nie został zgłoszony (–) |
| Pogrubienie                                                           | Start z pole position |
| Kursywa                                                               | Najszybsze okrążenie wyścigu |
| †                                                                     | Nie ukończył, ale jego rezultat został zaliczony ze względu na przejechanie więcej niż 90% dystansu wyścigu.                              |
| *                                                                     | Sezon w trakcie |
| 1/2/3                                                                 | Punktowana pozycja w sprincie kwalifikacyjnym                                                                                             |
| Lista systemów punktacji Formuły 1                                    | |

### Grecka Formuła 3
| Rok  | Zespół | Samochód | Silnik | Wyniki w poszczególnych eliminacjach | Wyniki w poszczególnych eliminacjach | Wyniki w poszczególnych eliminacjach | Wyniki w poszczególnych eliminacjach | Wyniki w poszczególnych eliminacjach | Wyniki w poszczególnych eliminacjach | Wyniki w poszczególnych eliminacjach | Pkt. | Msc. |
| ---- | ------ | -------- | ------ | ------------------------------------ | ------------------------------------ | ------------------------------------ | ------------------------------------ | ------------------------------------ | ------------------------------------ | ------------------------------------ | ---- | ---- |
| 1998 |        |          |        | Grecja                               | Grecja                               | Grecja                               | Grecja                               | Grecja                               | Grecja                               | Grecja                               | 12   | 12   |
| 1998 |        |          |        | 7                                    | 12                                   | -                                    | 6                                    | -                                    | 8                                    | 11                                   | 12   | 12   |

### Austriacka Formuła 3
| Rok  | Zespół                 | Samochód     | Silnik     | Wyniki w poszczególnych eliminacjach | Wyniki w poszczególnych eliminacjach | Wyniki w poszczególnych eliminacjach | Wyniki w poszczególnych eliminacjach | Wyniki w poszczególnych eliminacjach | Wyniki w poszczególnych eliminacjach | Wyniki w poszczególnych eliminacjach | Wyniki w poszczególnych eliminacjach | Wyniki w poszczególnych eliminacjach | Wyniki w poszczególnych eliminacjach | Wyniki w poszczególnych eliminacjach | Wyniki w poszczególnych eliminacjach | Wyniki w poszczególnych eliminacjach | Wyniki w poszczególnych eliminacjach | Wyniki w poszczególnych eliminacjach | Wyniki w poszczególnych eliminacjach | Wyniki w poszczególnych eliminacjach | Wyniki w poszczególnych eliminacjach | Pkt. | Msc. |
| ---- | ---------------------- | ------------ | ---------- | ------------------------------------ | ------------------------------------ | ------------------------------------ | ------------------------------------ | ------------------------------------ | ------------------------------------ | ------------------------------------ | ------------------------------------ | ------------------------------------ | ------------------------------------ | ------------------------------------ | ------------------------------------ | ------------------------------------ | ------------------------------------ | ------------------------------------ | ------------------------------------ | ------------------------------------ | ------------------------------------ | ---- | ---- |
| 2000 |                        |              |            | Austria                              | Austria                              | Czechy                               | Czechy                               | Austria                              | Austria                              | Czechy                               | Czechy                               | Chorwacja                            | Chorwacja                            | Chorwacja                            | Chorwacja                            | Austria                              | Austria                              | Niemcy                               | Niemcy                               |                                      |                                      | 35   | 8    |
| 2000 | Petuschnig Engineering | Dallara F394 | Fiat       | -                                    | -                                    | -                                    | -                                    | NW                                   | 9                                    | -                                    | -                                    | 7                                    | 7                                    | 6                                    | 7                                    | 8                                    | 7                                    | 5                                    | 7                                    |                                      |                                      | 35   | 8    |
| 2001 |                        |              |            | Austria                              | Austria                              | Austria                              | Austria                              | Czechy                               | Czechy                               | Chorwacja                            | Chorwacja                            | Chorwacja                            | Chorwacja                            | Austria                              | Austria                              | Niemcy                               | Niemcy                               |                                      |                                      |                                      |                                      | 72   | 6    |
| 2001 | Jenichen Motorsport    | Dallara F396 | Opel       | 6                                    | 6                                    | 6                                    | 7                                    | 9                                    | 9                                    | 4                                    | 6                                    | 6                                    | NW                                   | 7                                    | 7                                    | 5                                    | 5                                    |                                      |                                      |                                      |                                      | 72   | 6    |
| 2003 |                        |              |            | Niemcy                               | Niemcy                               | Niemcy                               | Niemcy                               | Austria                              | Austria                              | Austria                              | Austria                              | Niemcy                               | Niemcy                               | Czechy                               | Czechy                               | Austria                              | Austria                              | Czechy                               | Czechy                               | Austria                              | Austria                              | 116  | 5    |
| 2003 | JMS Jenichen Motosport | Dallara F301 | Opel       | 6                                    | 7                                    | 7                                    | 7                                    | 4                                    | 6                                    | 3                                    | 3                                    | 7                                    | 5                                    | 6                                    | 6                                    | 7                                    | 7                                    | 5                                    | 5                                    | 5                                    | 9                                    | 116  | 5    |
| 2004 |                        |              |            | Czechy                               | Czechy                               | Niemcy                               | Niemcy                               | Niemcy                               | Niemcy                               | Austria                              | Austria                              | Niemcy                               | Niemcy                               |                                      |                                      |                                      |                                      |                                      |                                      |                                      |                                      | 27   | 11   |
| 2004 | JMS Motorsport         | Dallara F399 | Opel       | -                                    | -                                    | 8                                    | 5                                    | 8                                    | 5                                    | 8                                    | 9                                    | -                                    | -                                    |                                      |                                      |                                      |                                      |                                      |                                      |                                      |                                      | 27   | 11   |
| 2005 |                        |              |            | Czechy                               | Czechy                               | Niemcy                               | Niemcy                               | Niemcy                               | Niemcy                               | Niemcy                               | Niemcy                               | Austria                              | Austria                              | Niemcy                               | Niemcy                               |                                      |                                      |                                      |                                      |                                      |                                      | 64   | 5    |
| 2005 | Rennsport Rössler      | Dallara F301 | Opel       | -                                    | -                                    | 7                                    | 6                                    | 3                                    | 3                                    | 5                                    | 4                                    | 7                                    | 6                                    | 10                                   | 10                                   |                                      |                                      |                                      |                                      |                                      |                                      | 64   | 5    |
| 2006 |                        |              |            | Niemcy                               | Niemcy                               | Niemcy                               | Niemcy                               | Niemcy                               | Niemcy                               | Czechy                               | Czechy                               | Niemcy                               | Niemcy                               | Austria                              | Austria                              | Niemcy                               | Niemcy                               |                                      |                                      |                                      |                                      | 71   | 5    |
| 2006 | Team rhino's Leipert   | Dallara F302 | Renault    | NU                                   | 5                                    | 3                                    | 4                                    | 4                                    | 4                                    | -                                    | -                                    | -                                    | -                                    | 6                                    | 6                                    | 8                                    | 6                                    |                                      |                                      |                                      |                                      | 71   | 5    |
| 2015 |                        |              |            | Włochy                               | Włochy                               | Austria                              | Austria                              | Niemcy                               | Niemcy                               | Austria                              | Austria                              | Czechy                               | Czechy                               | Niemcy                               | Niemcy                               | Czechy                               | Czechy                               |                                      |                                      |                                      |                                      | 36   | 12   |
| 2015 | Franz Wöss Racing      | Dallara F303 | OPC        | 9                                    | 6                                    | 10                                   | 9                                    | 11                                   | 11                                   | 10                                   | 7                                    | 9                                    | 9                                    | 8                                    | 7                                    | 10                                   | 10                                   |                                      |                                      |                                      |                                      | 36   | 12   |
| 2016 |                        |              |            | Austria                              | Austria                              | Włochy                               | Włochy                               | Czechy                               | Czechy                               | Niemcy                               | Niemcy                               | Niemcy                               | Niemcy                               | Austria                              | Austria                              | Czechy                               | Czechy                               |                                      |                                      |                                      |                                      | 23   | 13   |
| 2016 | Franz Wöss Racing      | Dallara F303 | OPC        | 10                                   | 11                                   | 11                                   | 11                                   | 12                                   | 10                                   | 11                                   | 10                                   | 5                                    | 6                                    | 11                                   | 10                                   | 10                                   | 11                                   |                                      |                                      |                                      |                                      | 23   | 13   |
| 2017 |                        |              |            | Niemcy                               | Niemcy                               | Włochy                               | Włochy                               | Austria                              | Austria                              | Belgia                               | Belgia                               | Niemcy                               | Niemcy                               | Czechy                               | Czechy                               | Włochy                               | Włochy                               |                                      |                                      |                                      |                                      | 24   | 11   |
| 2017 | Twister Italia         | Dallara F308 | Toyota     | -                                    | -                                    | 9                                    | 7                                    | -                                    | -                                    | -                                    | -                                    | -                                    | -                                    | -                                    | -                                    | -                                    | -                                    |                                      |                                      |                                      |                                      | 24   | 11   |
| 2017 | Franz Wöss Racing      | Dallara F308 | OPC        | -                                    | -                                    | -                                    | -                                    | 13                                   | 14                                   | 11                                   | 12                                   | -                                    | -                                    | 11                                   | 11                                   | 7                                    | 5                                    |                                      |                                      |                                      |                                      | 24   | 11   |
| 2018 |                        |              |            | Niemcy                               | Niemcy                               | Austria                              | Austria                              | Włochy                               | Włochy                               | Czechy                               | Czechy                               | Niemcy                               | Niemcy                               | Włochy                               | Włochy                               | Czechy                               | Czechy                               |                                      |                                      |                                      |                                      | 8    | 20   |
| 2018 | Franz Wöss Racing      | Dallara F308 | OPC        | 9                                    | 11                                   | 11                                   | 14                                   | 9                                    | 10                                   | -                                    | -                                    | -                                    | -                                    | 9                                    | 10                                   | 12                                   | 12                                   |                                      |                                      |                                      |                                      | 8    | 20   |
| 2019 |                        |              |            | Włochy                               | Włochy                               | Austria                              | Austria                              | Włochy                               | Włochy                               | Czechy                               | Czechy                               | Włochy                               | Włochy                               | Czechy                               | Czechy                               | Węgry                                | Węgry                                | Węgry                                |                                      |                                      |                                      | 42   | 9    |
| 2019 | Franz Wöss Racing      | Dallara F306 | Volkswagen | NW                                   | 6                                    | 11                                   | 8                                    | 8                                    | NU                                   | -                                    | 6                                    | 11                                   | 9                                    | 11                                   | 11                                   | 7                                    | 8                                    | 7                                    |                                      |                                      |                                      | 42   | 9    |
| 2020 |                        |              |            | Austria                              | Austria                              | Włochy                               | Włochy                               | Włochy                               | Włochy                               | Włochy                               | Włochy                               | Węgry                                | Węgry                                | Włochy                               | Włochy                               |                                      |                                      |                                      |                                      |                                      |                                      | 55   | 6    |
| 2020 | Franz Wöss Racing      | Dallara F308 | OPC        | 5                                    | 5                                    | 5                                    | 5                                    | NU                                   | NW                                   | -                                    | -                                    | 3                                    | -                                    | -                                    | -                                    |                                      |                                      |                                      |                                      |                                      |                                      | 55   | 6    |

### Niemiecka Formuła 3
| Rok  | Zespół                     | Samochód     | Silnik          | Wyniki w poszczególnych eliminacjach | Wyniki w poszczególnych eliminacjach | Wyniki w poszczególnych eliminacjach | Wyniki w poszczególnych eliminacjach | Wyniki w poszczególnych eliminacjach | Wyniki w poszczególnych eliminacjach | Wyniki w poszczególnych eliminacjach | Wyniki w poszczególnych eliminacjach | Wyniki w poszczególnych eliminacjach | Wyniki w poszczególnych eliminacjach | Wyniki w poszczególnych eliminacjach | Wyniki w poszczególnych eliminacjach | Wyniki w poszczególnych eliminacjach | Wyniki w poszczególnych eliminacjach | Wyniki w poszczególnych eliminacjach | Wyniki w poszczególnych eliminacjach | Wyniki w poszczególnych eliminacjach | Wyniki w poszczególnych eliminacjach | Wyniki w poszczególnych eliminacjach | Wyniki w poszczególnych eliminacjach | Wyniki w poszczególnych eliminacjach | Wyniki w poszczególnych eliminacjach | Wyniki w poszczególnych eliminacjach | Wyniki w poszczególnych eliminacjach | Wyniki w poszczególnych eliminacjach | Wyniki w poszczególnych eliminacjach | Wyniki w poszczególnych eliminacjach | Pkt. | Msc. |
| ---- | -------------------------- | ------------ | --------------- | ------------------------------------ | ------------------------------------ | ------------------------------------ | ------------------------------------ | ------------------------------------ | ------------------------------------ | ------------------------------------ | ------------------------------------ | ------------------------------------ | ------------------------------------ | ------------------------------------ | ------------------------------------ | ------------------------------------ | ------------------------------------ | ------------------------------------ | ------------------------------------ | ------------------------------------ | ------------------------------------ | ------------------------------------ | ------------------------------------ | ------------------------------------ | ------------------------------------ | ------------------------------------ | ------------------------------------ | ------------------------------------ | ------------------------------------ | ------------------------------------ | ---- | ---- |
| 2003 |                            |              |                 | Niemcy                               | Niemcy                               | Niemcy                               | Niemcy                               | Niemcy                               | Niemcy                               | Niemcy                               | Niemcy                               | Niemcy                               | Niemcy                               | Austria                              | Austria                              | Austria                              | Austria                              | Niemcy                               | Niemcy                               |                                      |                                      |                                      |                                      |                                      |                                      |                                      |                                      |                                      |                                      |                                      | 0    | 34   |
| 2003 | JMS Jenichen Motorsport    | Dallara F301 | Opel            | 12                                   | 13                                   | 13                                   | 13                                   | NU                                   | 13                                   | NU                                   | 14                                   | 15                                   | 16                                   | 15                                   | 16                                   | 16                                   | 20                                   | NW                                   | NW                                   |                                      |                                      |                                      |                                      |                                      |                                      |                                      |                                      |                                      |                                      |                                      | 0    | 34   |
| 2004 |                            |              |                 | Niemcy                               | Niemcy                               | Niemcy                               | Niemcy                               | Holandia                             | Holandia                             | Niemcy                               | Niemcy                               | Niemcy                               | Niemcy                               | Niemcy                               | Niemcy                               | Niemcy                               | Niemcy                               | Niemcy                               | Niemcy                               | Niemcy                               | Niemcy                               |                                      |                                      |                                      |                                      |                                      |                                      |                                      |                                      |                                      | 3    | 19   |
| 2004 | JMS Motorsport             | Dallara F399 | Opel            | 13                                   | NU                                   | 15                                   | NU                                   | 9                                    | 10                                   | 21                                   | 15                                   | 19                                   | 18                                   | 13                                   | 15                                   | 15                                   | 15                                   | -                                    | -                                    | 16                                   | 19                                   |                                      |                                      |                                      |                                      |                                      |                                      |                                      |                                      |                                      | 3    | 19   |
| 2005 |                            |              |                 | Niemcy                               | Niemcy                               | Niemcy                               | Niemcy                               | Niemcy                               | Niemcy                               | Niemcy                               | Niemcy                               | Niemcy                               | Niemcy                               | Niemcy                               | Niemcy                               | Holandia                             | Holandia                             | Niemcy                               | Niemcy                               | Niemcy                               | Niemcy                               |                                      |                                      |                                      |                                      |                                      |                                      |                                      |                                      |                                      | 0    | 33   |
| 2005 | Rennsport Rössler          | Dallara F301 | Opel            | 20                                   | 21                                   | 23                                   | 20                                   | 18                                   | 14                                   | 18                                   | 17                                   | 21                                   | 18                                   | 15                                   | NU                                   | 19                                   | 15                                   | 15                                   | 14                                   | 16                                   | 19                                   |                                      |                                      |                                      |                                      |                                      |                                      |                                      |                                      |                                      | 0    | 33   |
| 2006 |                            |              |                 | Niemcy                               | Niemcy                               | Niemcy                               | Niemcy                               | Niemcy                               | Niemcy                               | Niemcy                               | Niemcy                               | Niemcy                               | Niemcy                               | Holandia                             | Holandia                             | Niemcy                               | Niemcy                               | Holandia                             | Holandia                             | Austria                              | Austria                              | Niemcy                               | Niemcy                               |                                      |                                      |                                      |                                      |                                      |                                      |                                      | 0    | 34   |
| 2006 | Team rhino's Leipert       | Dallara F302 | Renault         | 22                                   | 23                                   | NW                                   | 26                                   | 22                                   | 23                                   | 23                                   | 28                                   | 25                                   | 23                                   | 17                                   | NU                                   | 13                                   | 17                                   | 17                                   | 24                                   | 24                                   | 22                                   | 22                                   | 24                                   |                                      |                                      |                                      |                                      |                                      |                                      |                                      | 0    | 34   |
| 2007 |                            |              |                 | Niemcy                               | Niemcy                               | Niemcy                               | Niemcy                               | Niemcy                               | Niemcy                               | Niemcy                               | Niemcy                               | Niemcy                               | Niemcy                               | Holandia                             | Holandia                             | Holandia                             | Holandia                             | Niemcy                               | Niemcy                               | Niemcy                               | Niemcy                               |                                      |                                      |                                      |                                      |                                      |                                      |                                      |                                      |                                      | 0    | 26   |
| 2007 | Team rhino's Leipert       | Dallara F302 | Renault         | 21                                   | 17                                   | 15                                   | 14                                   | 19                                   | 17                                   | 18                                   | 16                                   | 16                                   | 15                                   | 18                                   | 18                                   | 15                                   | 16                                   | 13                                   | 14                                   | 12                                   | 13                                   |                                      |                                      |                                      |                                      |                                      |                                      |                                      |                                      |                                      | 0    | 26   |
| 2008 |                            |              |                 | Niemcy                               | Niemcy                               | Niemcy                               | Niemcy                               | Niemcy                               | Niemcy                               | Niemcy                               | Niemcy                               | Holandia                             | Holandia                             | Niemcy                               | Niemcy                               | Niemcy                               | Niemcy                               | Niemcy                               | Niemcy                               | Niemcy                               | Niemcy                               |                                      |                                      |                                      |                                      |                                      |                                      |                                      |                                      |                                      | 0    | 31   |
| 2008 | Team rhino's Leipert       | Dallara F302 | Renault         | 20                                   | 22                                   | 20                                   | 21                                   | 24                                   | 26                                   | 20                                   | 22                                   | 21                                   | 20                                   | NU                                   | 20                                   | 20                                   | 21                                   | 17                                   | 24                                   | 22                                   | 22                                   |                                      |                                      |                                      |                                      |                                      |                                      |                                      |                                      |                                      | 0    | 31   |
| 2009 |                            |              |                 | Niemcy                               | Niemcy                               | Niemcy                               | Niemcy                               | Niemcy                               | Niemcy                               | Niemcy                               | Niemcy                               | Niemcy                               | Niemcy                               | Holandia                             | Holandia                             | Niemcy                               | Niemcy                               | Niemcy                               | Niemcy                               | Niemcy                               | Niemcy                               |                                      |                                      |                                      |                                      |                                      |                                      |                                      |                                      |                                      | 0    | 27   |
| 2009 | Rhino's Leipert Motorsport | Dallara F304 | Opel            | 19                                   | 21                                   | 15                                   | 19                                   | 18                                   | 20                                   | 22                                   | NU                                   | 17                                   | 19                                   | 19                                   | 17                                   | 22                                   | 23                                   | 16                                   | 15                                   | 20                                   | 22                                   |                                      |                                      |                                      |                                      |                                      |                                      |                                      |                                      |                                      | 0    | 27   |
| 2010 |                            |              |                 | Niemcy                               | Niemcy                               | Niemcy                               | Niemcy                               | Niemcy                               | Niemcy                               | Holandia                             | Holandia                             | Niemcy                               | Niemcy                               | Holandia                             | Holandia                             | Niemcy                               | Niemcy                               | Niemcy                               | Niemcy                               | Niemcy                               | Niemcy                               |                                      |                                      |                                      |                                      |                                      |                                      |                                      |                                      |                                      | 0    | 27   |
| 2010 | Rhino's Leipert Motorsport | Dallara F304 | Opel            | NW                                   | NW                                   | 22                                   | 20                                   | 18                                   | 21                                   | 18                                   | 18                                   | 17                                   | 20                                   | 17                                   | NS                                   | 19                                   | 17                                   | 18                                   | 20                                   | 19                                   | 18                                   |                                      |                                      |                                      |                                      |                                      |                                      |                                      |                                      |                                      | 0    | 27   |
| 2011 |                            |              |                 | Niemcy                               | Niemcy                               | Belgia                               | Belgia                               | Niemcy                               | Niemcy                               | Holandia                             | Holandia                             | Belgia                               | Belgia                               | Austria                              | Austria                              | Niemcy                               | Niemcy                               | Holandia                             | Holandia                             | Niemcy                               | Niemcy                               |                                      |                                      |                                      |                                      |                                      |                                      |                                      |                                      |                                      | 0    | 21   |
| 2011 | Rhino's Leipert Motorsport | Dallara F304 | Opel            | 18                                   | 15                                   | 18                                   | 19                                   | 15                                   | 14                                   | 16                                   | 16                                   | 13                                   | 17                                   | 17                                   | 18                                   | 13                                   | 11                                   | 15                                   | 9                                    | 17                                   | 17                                   |                                      |                                      |                                      |                                      |                                      |                                      |                                      |                                      |                                      | 0    | 21   |
| 2012 |                            |              |                 | Holandia                             | Holandia                             | Holandia                             | Niemcy                               | Niemcy                               | Niemcy                               | Niemcy                               | Niemcy                               | Niemcy                               | Belgia                               | Belgia                               | Belgia                               | Holandia                             | Holandia                             | Holandia                             | Austria                              | Austria                              | Austria                              | Niemcy                               | Niemcy                               | Niemcy                               | Niemcy                               | Niemcy                               | Niemcy                               | Niemcy                               | Niemcy                               | Niemcy                               | 0    | 19   |
| 2012 | Rhino's Leipert Motorsport | Dallara F304 | Opel            | 13                                   | 13                                   | 12                                   | 12                                   | 12                                   | 15                                   | 15                                   | DK                                   | 12                                   | 15                                   | 14                                   | 12                                   | 13                                   | 12                                   | 11                                   | 15                                   | 18                                   | 19                                   | 16                                   | 16                                   | 13                                   | -                                    | -                                    | -                                    | 13                                   | 12                                   | 14                                   | 0    | 19   |
| 2013 |                            |              |                 | Niemcy                               | Niemcy                               | Niemcy                               | Belgia                               | Belgia                               | Belgia                               | Niemcy                               | Niemcy                               | Niemcy                               | Niemcy                               | Niemcy                               | Niemcy                               | Niemcy                               | Niemcy                               | Niemcy                               | Niemcy                               | Niemcy                               | Niemcy                               | Niemcy                               | Niemcy                               | Niemcy                               | Niemcy                               | Niemcy                               | Niemcy                               | Niemcy                               | Niemcy                               |                                      | 0    | 22   |
| 2013 | Aberer Motorsport          | Dallara F306 | Volkswagen      | NU                                   | 16                                   | 16                                   | NW                                   | NW                                   | NW                                   | -                                    | -                                    | -                                    | -                                    | -                                    | -                                    | -                                    | -                                    | -                                    | -                                    | -                                    | -                                    | -                                    | -                                    | -                                    | -                                    | -                                    | -                                    | -                                    | -                                    |                                      | 0    | 22   |
| 2013 | TTCmotorsport              | Dallara F305 | Mercedes        | -                                    | -                                    | -                                    | -                                    | -                                    | -                                    | -                                    | -                                    | 12                                   | 14                                   | 12                                   | 16                                   | 16                                   | 17                                   | -                                    | -                                    | -                                    | -                                    | -                                    | -                                    | -                                    | -                                    | -                                    | -                                    | -                                    |                                      |                                      | 0    | 22   |
| 2013 | ADM Motorsport             | Dallara F308 | VW Power Engine | -                                    | -                                    | -                                    | -                                    | -                                    | -                                    | -                                    | -                                    | -                                    | -                                    | -                                    | -                                    | -                                    | -                                    | 17                                   | 15                                   | 15                                   | -                                    | -                                    | -                                    | -                                    | -                                    | -                                    | -                                    | -                                    | -                                    |                                      | 0    | 22   |
| 2013 | Rennsport Rössler          | Dallara F305 | OPC             | -                                    | -                                    | -                                    | -                                    | -                                    | -                                    | -                                    | -                                    | -                                    | -                                    | -                                    | -                                    | -                                    | -                                    | -                                    | -                                    | -                                    | -                                    | -                                    | -                                    | 11                                   | 12                                   | 14                                   | -                                    | -                                    | -                                    |                                      | 0    | 22   |
| 2013 | Franz Wöss Racing          | Dallara F302 | OPC             | -                                    | -                                    | -                                    | -                                    | -                                    | -                                    | -                                    | -                                    | -                                    | -                                    | -                                    | -                                    | -                                    | -                                    | -                                    | -                                    | -                                    | -                                    | -                                    | -                                    | -                                    | -                                    | -                                    | 20                                   | 18                                   | 20                                   |                                      | 0    | 22   |
| 2014 |                            |              |                 | Niemcy                               | Niemcy                               | Niemcy                               | Niemcy                               | Niemcy                               | Niemcy                               | Austria                              | Austria                              | Austria                              | Niemcy                               | Niemcy                               | Niemcy                               | Niemcy                               | Niemcy                               | Niemcy                               | Niemcy                               | Niemcy                               | Niemcy                               | Niemcy                               | Niemcy                               | Niemcy                               | Niemcy                               | Niemcy                               |                                      |                                      |                                      |                                      | 0    | NS   |
| 2014 | Franz Wöss Racing          | Dallara F305 | OPC             | -                                    | -                                    | -                                    | -                                    | -                                    | -                                    | 9                                    | 11                                   | 10                                   | -                                    | -                                    | -                                    | 11                                   | 12                                   | 12                                   | 10                                   | 10                                   | 11                                   | NU                                   | 11                                   | 10                                   | 10                                   | 11                                   |                                      |                                      |                                      |                                      | 0    | NS   |

### F2000 Italian Formula Trophy
| Rok  | Zespół            | Samochód     | Silnik     | Wyniki w poszczególnych eliminacjach | Wyniki w poszczególnych eliminacjach | Wyniki w poszczególnych eliminacjach | Wyniki w poszczególnych eliminacjach | Wyniki w poszczególnych eliminacjach | Wyniki w poszczególnych eliminacjach | Wyniki w poszczególnych eliminacjach | Wyniki w poszczególnych eliminacjach | Wyniki w poszczególnych eliminacjach | Wyniki w poszczególnych eliminacjach | Wyniki w poszczególnych eliminacjach | Wyniki w poszczególnych eliminacjach | Wyniki w poszczególnych eliminacjach | Wyniki w poszczególnych eliminacjach | Wyniki w poszczególnych eliminacjach | Pkt. | Msc. |
| ---- | ----------------- | ------------ | ---------- | ------------------------------------ | ------------------------------------ | ------------------------------------ | ------------------------------------ | ------------------------------------ | ------------------------------------ | ------------------------------------ | ------------------------------------ | ------------------------------------ | ------------------------------------ | ------------------------------------ | ------------------------------------ | ------------------------------------ | ------------------------------------ | ------------------------------------ | ---- | ---- |
| 2015 |                   |              |            | Włochy                               | Włochy                               | Włochy                               | Włochy                               | Włochy                               | Włochy                               | Włochy                               | Włochy                               | Włochy                               | Włochy                               | Włochy                               | Włochy                               |                                      |                                      |                                      | 0    | NS   |
| 2015 | Franz Wöss Racing | Dallara F303 | Opel       | 21                                   | 15                                   | -                                    | -                                    | -                                    | -                                    | -                                    | -                                    | -                                    | -                                    | -                                    | -                                    |                                      |                                      |                                      | 0    | NS   |
| 2016 |                   |              |            | Włochy                               | Włochy                               | Włochy                               | Włochy                               | Włochy                               | Włochy                               | Włochy                               | Włochy                               | Niemcy                               | Niemcy                               | Włochy                               | Włochy                               | Włochy                               | Włochy                               |                                      | 0    | NS   |
| 2016 | Franz Wöss Racing | Dallara F303 | Opel       | -                                    | -                                    | -                                    | -                                    | 24                                   | 21                                   | -                                    | -                                    | 19                                   | 18                                   | -                                    | -                                    | -                                    | -                                    |                                      | 0    | NS   |
| 2017 |                   |              |            | Włochy                               | Włochy                               | Włochy                               | Włochy                               | Belgia                               | Belgia                               | Włochy                               | Włochy                               | Włochy                               | Włochy                               | Włochy                               | Włochy                               | Włochy                               | Włochy                               |                                      | 29   | 14   |
| 2017 | Twister Italia    | Dallara F308 | Toyota     | 12                                   | 10                                   | 18                                   | 15                                   | -                                    | -                                    | -                                    | -                                    | -                                    | -                                    | -                                    | -                                    | -                                    | -                                    |                                      | 29   | 14   |
| 2017 | Franz Wöss Racing | Dallara F308 | Opel       | -                                    | -                                    | -                                    | -                                    | ?                                    | ?                                    | -                                    | -                                    | -                                    | -                                    | 12                                   | 11                                   | -                                    | -                                    |                                      | 29   | 14   |
| 2018 |                   |              |            | Węgry                                | Węgry                                | Austria                              | Austria                              | Włochy                               | Włochy                               | Czechy                               | Czechy                               | Włochy                               | Włochy                               | Włochy                               | Włochy                               |                                      |                                      |                                      | 0    | NS   |
| 2018 | Franz Wöss Racing | Dallara F306 | Opel       | 23                                   | 24                                   | 20                                   | 21                                   | 12                                   | 13                                   | ?                                    | ?                                    | 18                                   | 19                                   | -                                    | -                                    |                                      |                                      |                                      | 0    | NS   |
| 2019 |                   |              |            | Włochy                               | Włochy                               | Austria                              | Austria                              | Włochy                               | Włochy                               | Włochy                               | Włochy                               | Czechy                               | Czechy                               | Węgry                                | Węgry                                | Węgry                                |                                      |                                      | 107  | 5    |
| 2019 | Franz Wöss Racing | Dallara F306 | Volkswagen | NW                                   | 11                                   | 8                                    | 3                                    | 15                                   | NU                                   | 13                                   | 12                                   | 26                                   | 19                                   | 20                                   | 18                                   | 16                                   |                                      |                                      | 107  | 5    |
| 2020 |                   |              |            | Włochy                               | Włochy                               | Włochy                               | Włochy                               | Włochy                               | Włochy                               | Włochy                               | Włochy                               | Węgry                                | Węgry                                | Węgry                                | Włochy                               | Włochy                               | Włochy                               | Włochy                               | 14   | 11   |
| 2020 | Franz Wöss Racing | Dallara F308 | OPC        | 19                                   | 20                                   | ?                                    | ?                                    | NW                                   | NS                                   | -                                    | -                                    | ?                                    | ?                                    | ?                                    | ?                                    | ?                                    | -                                    | -                                    | 14   | 11   |